# Larissa Wilson
Larissa Hope Wilson (Kingswood, Gloucestershire, 1989. május 5. –) angol színésznő, a Skins című BAFTA-nyertes brit televíziós sorozat színésznője.

## Életpályája
Larissa Hope Wilson a Bristol melletti Kingswoodban született. Itt található a John Cabot Academy, melyet elvégzett.
2008 júliusában a Holby City című sorozatban láthattuk, mint Rebecca Webster, igaz csak egy epizód erejéig. 2008 februárjában Skins-es kollégájával, Nicholas Houlttal adták át a Shockwaves NME Awards-on Kate Nash-nek a díját "Best Solo Artist - Legjobb szóló előadó" kategóriában.
Legismertebb szerepe Jal, a Channel 4 csatornán futó Skins-ből. Skins-beli szereplése sajnos nem volt hosszú életű, hisz a második évad végén (2008. március 29-én) kiírták a sorozatból, mint szinte a teljes szereplőgárdát.
Legújabb filmjét, a Tormented-et 2009. május 22-én mutatták be. A filmben szintén egy Skins-es kollégával, a Michelle-t alakító April Pearson-nal és Alex Pettyfer-rel szerepel együtt a horrorvígjátékban.

## Filmjei
- Skins (2007-2008)
- Holby Városi Kórház (2008)
- Kingdom - Az igazak ügyvédje (2009)
- Az elveszett dimenzió (2011)

## Fordítás
- Ez a szócikk részben vagy egészben  a   Larissa Wilson című angol Wikipédia-szócikk fordításán alapul.  Az eredeti cikk szerkesztőit annak laptörténete sorolja fel. Ez a jelzés csupán a megfogalmazás eredetét és a szerzői jogokat jelzi, nem szolgál a cikkben szereplő információk forrásmegjelöléseként.